# Marcin Wicha

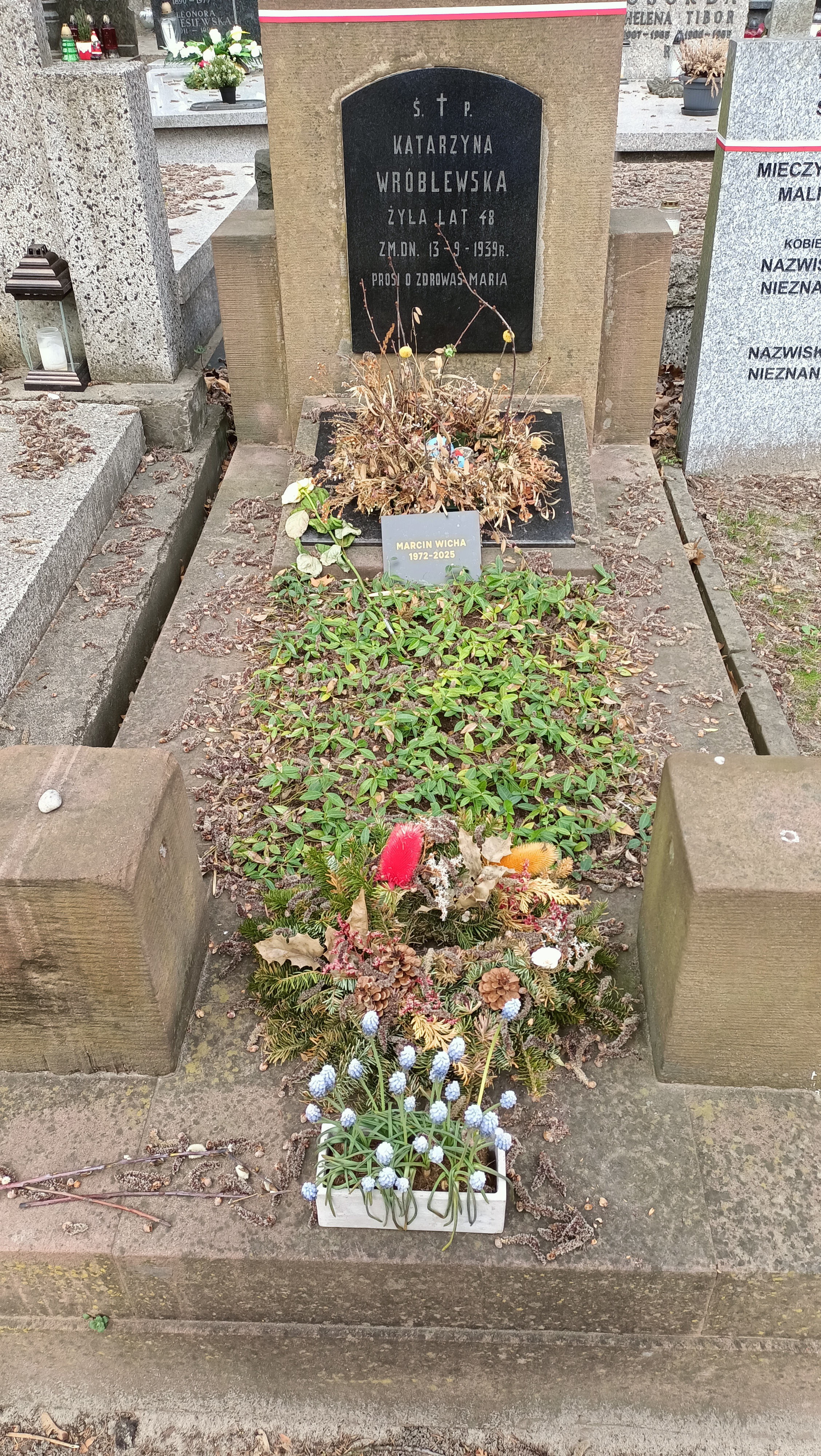
Grób Marcina Wichy na cmentarzu wojskowym na Powązkach

Marcin Wicha (ur. 26 września 1972 w Warszawie, zm. 24 stycznia 2025) – polski grafik, eseista i autor książek dla dzieci. Laureat Nagrody Literackiej „Nike”.

## Życiorys
Jako grafik projektował okładki książek, czasopism, plakaty, znaki graficzne. Był autorem komentarzy rysunkowych w „Tygodniku Powszechnym”. Współpracował z „Charakterami” i „Gazetą Wyborczą”. Był felietonistą Pisma. Magazynu opinii. Debiutem książkowym stała się w 2011 roku publikacja dla dzieci Klara. Proszę tego nie czytać. Brał udział w spotkaniach autorskich. Był współwłaścicielem firmy projektowej Frycz i Wicha. Od 2022 roku cyklicznie publikował felietony w tygodniku „Polityka”.
Laureat Paszportu „Polityki” za rok 2017 w kategorii: literatura oraz nominowany do Nagrody Literackiej Gdynia 2018 w kategorii: esej za książkę Rzeczy, których nie wyrzuciłem. Za tę samą książkę w 2018 uzyskał Nagrodę Literacką „Nike”, Nagrodę Literacką Nike Czytelników i Nagrodę Literacką im. Witolda Gombrowicza. W 2022 nominowany do Nagrody Literackiej „Nike” za książkę Kierunek zwiedzania, za tę samą książkę otrzymał Nagrodę im. Andrzeja Siemka.

## Życie prywatne
Urodził się w rodzinie pochodzenia żydowskiego jako syn architekta Piotra Wichy (1946–2006) i Joanny Rabanowskiej-Wichy (1946–2015). Jego dziadkami byli komunistyczni politycy, ministrowie w okresie PRL:  Władysław Wicha – ze strony ojca, i Jan Rabanowski – ze strony matki. 
Został pochowany na Cmentarzu Wojskowym na Powązkach w Warszawie.

## Publikacje
książki dla dzieci:
- Klara: proszę tego nie czytać (Wydawnictwo Czarna Owieczka, Warszawa 2011)[19]
- Łysol i Strusia: Lekcje niegrzeczności (Społeczny Instytut Wydawniczy „Znak”, Kraków 2013)[20]
- Bolek i Lolek: genialni detektywi (Społeczny Instytut Wydawniczy „Znak”, Kraków 2014)[21]
- Niezwykła historia Sebastiana Van Pirka (Wydawnictwo Egmont Polska, Warszawa 2018)[22]
- Wielka księga Klary (Wydawnictwo Mamania, Warszawa 2019)[23]

eseje:
- Jak przestałem kochać design (Wydawnictwo Karakter, Kraków 2015)[24]
- Rzeczy, których nie wyrzuciłem (Wydawnictwo Karakter, Kraków 2017)[25]
- Kierunek zwiedzania (wydawnictwo Karakter 2021)[26]

zbiory felietonów:
- Nic drobniej nie będzie (wydawnictwo Karakter 2022)[27]

współautor:
- Nowe przygody Bolka i Lolka. Urodziny, wydawnictwo Znak, Kraków 2013
- Sylaboratorium, wydawnictwo Egmont Polska, Warszawa 2017
- Delfin w malinach. Snobizmy i obyczaje ostatniej dekady, wydawnictwo Czarne, Wołowiec 2017[7]